# 電磁マシマシ
『電磁マシマシ』（でんじマシマシ）は、CBCラジオで放送されるワイド番組。

## 概要
パーソナリティはゲーム音楽作曲家の佐野電磁。2015年春でレギュラー放送が終了したが、2016年度には半期に一度をめどに特番として再開。
- 2015年1月から結 がセミレギュラーとして番組に加入。同月10日放送以降、最終回前週の3月21日まで先に決まっていた仕事と重なる回を除き、アシスタントとして参加した。
- ゲストには、ゲーム音楽関係者やシンセサイザーメーカー開発者の他、声優やビジネス書の作家、グラビアアイドルなど、多種多様なゲストがほぼ毎回登場していた。

## 番組の特色
ラジオとソーシャルメディアの一体化を目指す番組、と謳っている。番組への投稿はTwitterのみで、はがき、FAX、電子メールは受け付けていない。設定された公式のハッシュタグは「#dg1053」。番組の裏コンセプトは「名古屋のタクシードライバーがシンセサイザーに詳しくなる」。シンセサイザーの話を中心としたマニアックな機材談議など、濃い音楽トークが繰り広げられている。
- レギュラー放送時はUSTREAMと同時放送していたが、特番に移行後はニコニコ生放送を利用することとなり、それに伴いニコニコチャンネルも開設された。

## 放送時間

### 2014年4月 - 2015年3月
生放送　土曜21:00 - 23:00ごろ
- USTREAMで生放送。21:59 - 最後まではラジオでは放送しない。

ラジオ放送　土曜深夜24:00 - 25:00(日曜0:00 - 1:00)
- 先立ってUSTREAMで放送された中の21時台を録音で放送する。
- 最終回のみ特番として21:00 - 24:30にラジオ・USTREAM同時生放送を行った。

### 2014年4月以前の放送
2012年4月7日 - 9月29日　土曜 21:00 - 23:30
2012年10月6日 - 2013年3月30日　土曜 21:00 - 23:00
2013年4月6日 - 2014年3月22日　土曜 21:00 - 23:20

### Season2
2016年5月7日　土曜　21:00 - 23:00
2016年11月26日　土曜　21:00 - 22:55

## 番組進行

### Season 2
- 2016年5月7日

21時台前半を「佐野ちゃんの1年と1か月と1週間」、21時台後半が伊藤賢治、22時台前半に加藤浩義・SAK.とのゲストトーク。22時台後半は再び佐野ひとりでのトークとなった。

### 2014年度
21:00　放送スタート、ラジオパート
- 21:15ごろ　佐野ちゃんの一週間
- 21:30ごろ　ゲストトーク、ビジネス教習所など

ゲストのいない回や全編通しての特別企画がない場合、ラジオパートは、概ね前半が佐野一人、後半がゲストとのトークという構成となる。
- Ustream21時台の模様がそのまま24時からのラジオで流れる。配信は22時以降も続くが、エンディングテーマは22時前に流れる。
- 以前のようにニュースなどによる中断はなく、番組本編が1時間ノンストップで続く。

21:59　Ustream単独パート「だらだら60分」
- ここから23時頃まで自由にトークなどが続く。

23:00ごろ　放送終了
- ラジオでは流れなくなるため、終了時刻は不定となる。

### 2012・2013年度
本編が5つのゾーン、さらにニュースと録音番組で構成されていた。生放送だがニュースと録音番組の時刻は固定されており、21:35、22:40には同じワイド番組の中ながら別番組が始まるかのように時刻アナウンスがされていた。
21:00　オープニング／ゾーン1
いわゆるオープニングトークの時間。たまに1曲目が終わった後からゲストが登場することもあった。
21:30　中日新聞ニュース・天気予報
21:35　ゾーン2
22:00　ゾーン3
22:30　「チームしゃちほこ ごぶれいしました」（録音番組）
22:40　ゾーン4
23:00　ゾーン5
ゲストとのトークやその他の企画は各ゾーン単位で行われる。

## テーマ曲
オープニング

- You Got Colours（2012年4月7日 - 6月30日）
- Hand Your Hand（2012年7月7日 - ）
- Love Radio（歌・諏訪彩花）（2014年4月5日 -）

エンディング

- Our Car（2012年4月7日 - 6月23日）
- Dear Radio　（歌・諏訪彩花）（2012年6月30日 - 2014年3月22日）
- Chase Dream（歌・山下まみ）（2014年4月5日 -）

## 企画

### 佐野ちゃんの一週間
タイトルコールは、その日その日気分によってまちまちだが、「株式会社/DETUNE/代表取締役/社長〜」の冠言葉のうち2、3つを伴ってのどなりとなる。内容は文字通りこの1週間の出来事を振り返ることもあれば、話があちこちにとっちらかって思わぬ所へ着地することもしばしばである。
- ラジオ/Ust同時放送時には番組冒頭の30分中にゲストが入る場合を除いて、1曲目明けから中日新聞ニュースまでの時間に行われるのが常態となっていた。ただし全編でゲストが来ない場合や、前半にゲストや企画が入りかつ後半がフリーになる場合は22時台に行われる事もあった。

### マシマシ夜の電磁スクール
番組内で日常的に飛び交う、初心者には難解な専門用語を佐野が親切丁寧に解説する。
- 第1回（2012年10月6日）「フィルター」
- 第2回（2012年11月10日）　ゲスト・諏訪彩花

準レギュラーの諏訪がアシスタントとして登場。KORGElecribeを使って、以前の「ドクター佐野とマシマシ娘」のような内容を行った。
- 第3回（2012年11月24日）「ビンテージドラムマシンの変遷

### ブロガーズミーティング
2012年11月3日実施。CBCラジオリスナー・Ustream視聴者の希望者から7名が参加してのスタジオ見学が行われた。当日は野球中継のためラジオでは22:00～22:30のみだったが、21:00からのUstream単独放送時には参加者たちが番組出演を果たしている。特別ゲストのヨナオケイシの弾くコードに合わせ、佐野がTwitterのタイムラインから詞を選んで関東ローム層の歌を熱唱。Ustreamは最長となる22分オーバー、23:22過ぎまでの放送になった。

### ドクター佐野とマシマシ娘
2012年7月から9月まで放送されたレギュラー企画。月1レギュラーの「マシマシ娘」と佐野がおしゃべりしながら、スタジオにある機材で楽曲を制作した。

1ヶ月間に渡って、1週目の諏訪から順に音を重ねて行き1分弱ほどの短い曲を完成させた。このコーナーのとき、佐野はトレードマークの緑の衣装を着替えて白衣で臨む。なおマシマシ娘のメンバーは次の通り。この時作曲した3曲は後述する「電磁マシマCD」に収録された。
- 第1週　諏訪彩花

番組のエンディングテーマ「Dear Radio」を歌う新進声優。同曲の歌い手に抜擢されて登場した後、マシマシ娘入り。担当週以外や番組のイベント・公開放送にちょくちょく出演する事実上の準レギュラー。この番組でのニックネームは「諏訪亭」。
- 第2週　桃杏める
- 第3週　藤田奈央
- 第4週　小山あかり クロマトーンという鍵盤楽器を使い、ライブ活動を行っている。
- 2012年9月29日の放送では、当企画がひとまず終了するということで、21時台に4人のマシマシ娘が全員集合し当番組としては異例のいわゆるガールズトークが繰り広げられた。
- 2012年12月1日の放送では藤田を除く3名がスタジオに集合し、22時台を使って「電磁マシマCD」に収録する新曲「電磁マシマシな恋」をレコーディングする模様を生放送した。ただ60分の放送時間では時間が足らず、ラジオ生放送終了後USTREAMのみで23:05まで「残業」が行われた。

### 年末マシマシ
CBCラジオ年末年始編成に伴い、1時間単位で番組スポンサーが付いた特別番組として放送。普段のニュース後や時報前以外にもCMが流れ、佐野による提供クレジット読みも行われる。ただし一般的な生ワイドとは違ってCMに入るタイミングはぴったり固定され、強制的にCMが挿入される。

#### 2012年
12月29日放送。21時台にのみ提供スポンサーが付いた。佐野に加え準レギュラーの諏訪彩花が番組全編に出演し、番組前半では4月からのこの番組の歩みを振り返った。
- 第1回CBC紅緑デモ合戦

そしてこの回の後半企画は、シンセサイザーに収録されているデモソングを紅組と緑組に分かれて聞き比べようというもの。紅組キャプテンは諏訪、緑組キャプテンは佐野が務め、いわゆるハードシンセに加え、スマートフォンのシンセサイザーアプリからも選曲された。

#### 2013年
12月28日放送。21時台に加え22時台にもスポンサーが付いた。内容は前週に続いて佐野一人の自由な放送となり、2013年の番組を振り返ったほか、前週に続き佐野のバナナパフェ作品披露が行われた。

### KORGスペシャル
株式会社コルグの開発陣をゲストに迎え、最新・話題の製品についての開発秘話、実演が行われた。
- 2012年6月23日、直前のコーナーに出演していた恵比寿マスカッツの山口愛実が、KORG製品のユーザーであることを告白。以後、マスカッツとして最後のゲスト出演時、さらに解散後もこの企画がある時には単独でゲスト出演している。

### Synth Barスペシャル
2013年11月9日・16日に放送。イベント「Synth Bar」の2周年企画「アナログシンセ大爆発」のプロモーションとして、同イベントに出演する斎藤久師、Pulselize Rena、深海ネオン、坂本武人の4名が2週連続で出演。スタジオに多数のヴィンテージシンセを持ち込んで、YMOの「Behind the Mask」「ライディーン」を再現する、という企画を行った。

### 第7回日本タイトルだけ大賞
2009年より行われている同賞の選考を番組の生放送内で行う。審査員として山田真哉、吉永龍樹、上田渉が出演。佐野も審査員として参加。

### 公開録音
2014年7月26日のCBCラジオ夏まつりで実施。ゲストにサイモンガーモバイル・嫁モバイルを迎えた。放送は翌週8月2日。

### 電磁マシマシマシマシ
2015年3月28日に放送。番組の最終回スペシャルとして、1年ぶりのラジオ・USTREAM同時生放送を番組史上最長となる21:00〜24:30の3時間半に渡り行った。
- ゲストは年末に出演を体調不良でキャンセルしたサラ・オレインと光田康典。
  - 光田はトラブルでスタジオ入りが大幅に遅れて当初の出演予定時間では2分しかなく、サラとともに急遽23時まで出演した。
- 23時台前半はビジネス教習所の振り返りを、それ以降は番組に寄せられたハガキや番組の年表を紹介しながら3年間を振り返った。

## 30分で5億売った男presents ビジネス教習所
コーナー名の由来は、番組のUstreamを担当する星野卓也の著書『30分で5億売った男の買ってもらう技法』から。経営者として悩み多き佐野へビジネスのヒントを与えるべく、星野の人脈から様々なゲストが登場する。
- 第1回（2013年8月10日） 俣野成敏（『プロフェッショナル・サラリーマン』シリーズ）
- 第2回（2013年8月31日）伊藤喜之（『バカでも年収1000万円』）
- 第3回（2013年9月7日）冨永英里（税理士・『なぜ成功社長のサイフは薄いのか？』）
- 第4回（2013年9月28日）和田裕美（営業の達人、『陽転思考』）
- 第5回（2013年10月5日）末広英二（番組準レギュラー/Ustreamのみ）
- 第6回（2013年11月16日）吉田幸弘（コミュニケーションデザイナー、『部下のやる気を引き出す上司のちょっとした言い回し』）
- 第7回（2013年12月7日）大谷由里子（人材活性プロデューサー、元吉本興業マネージャー)
- 第8回（2014年2月8日）山田真哉（作家・公認会計士『さおだけ屋はなぜ潰れないのか？』）
- 第9回（2014年2月15日）千葉智之（『出逢いの大学』著者）
- 第10回（2014年2月22日）石森洋（ユークリッド・エージェンシー副社長）
- 第11回（2014年3月8日）加藤昌治（アイデアの達人、『考具』）
- 第12回（2014年3月15日）野村尚義（プレゼンの達人）
- 第13回（2014年5月3日）北芝健（作家、元警視庁刑事）
- 第14回（2014年5月24日）末広英二（番組準レギュラー）
- 第15回（2014年5月31日）佐々木圭一（コピーライター、『伝え方が9割』）
- 第16回（2014年6月21日）重光悦美（味千ラーメン取締役）
- 第17回（2014年7月5日）平野友朗（社団法人ビジネスメール協会代表理事）
- 第18回・番外編（2014年7月19日）大場真理子・板倉未來・小谷あゆみ（フリーアナウンサー）[13]
- 第19回（2014年8月24日）石田章洋（放送作家、『企画は、ひと言』）
- 第20回（2014年10月4日）武田和久（ビジネス心理学の達人）
- 第21回（2014年11月22日）小山龍介（社団法人ビジネスモデルイノベーション協会代表理事）
- 第22回（2014年12月6日）長谷川朋美

## 声優アイドル★スター誕生オーディション
番組の2周年を記念して、2014年1月から実施。合格者には番組出演のほか、2014年4月にDETUNEから発売されるCDで声優としての仕事が与えられる。
- 一般的なオーディションの募集項目に加え、番組(空想)オリジナルキャラクターの「マシマシちゃん」のボイスファイルやイラストが要求される。
- 2月15日の放送から1次選考通過者をスタジオに招集しての公開審査が行われた。候補生には、自己PRとマシマシちゃんのキャラクターのアイデア、また得意な曲のア・カペラが要求された。
- 3月15日の放送でグランプリに山下まみと、準グランプリに矢田部明子、佐々木洋子の選出を発表。山下は4月からの番組主題歌を、矢田部と佐々木はサイモンガー書き下ろしの「トーストになります」バックコーラスを歌う事が言い渡された。
- オーディションに参加したが入賞を逃した参加者が、他のゲストがいない回に番組に何度か「ふらっと」出演しており、彼女らはマシマシ娘の「研究生」と呼ばれるようになった。[14]

## ゲスト・準レギュラー

### 2012年度
| - 恵比寿マスカッツ - 吉田尚記 - 杉作J太郎 - 山中潤 - 株式会社ノイジークローク （坂本英城・加藤浩義・いとうけいすけ・浅田靖・川越康弘・蛭子一郎） - 細江慎治 - 伊藤賢治 - 坂巻匡彦 - 斉田一樹 - サイモンガー・モバイル・嫁モバイル - 福田裕彦 - 藤本健 - 末広栄二（公認準レギュラー） - 横田信一郎 - 原田直樹（電子楽器博物館） - 古山俊一 - イモトヒロトミ - 飛内将大 - 長谷川明子 - 飯田高広 - 川口博史 - 齋藤久師 - 玉山詩人 - 太田光宏 - 工藤吉三 | - 千葉梓 - 人見一枝 - ZUNTATA（石川勝久・土屋昇平・小塩広和） - ヨナオケイシ（公認準レギュラー） - 野尻修平 - バニラビーンズ - 荒川伸 - 香川光彦 - MC Rena - 深海ネオン - 楠田敏之 - 平井武史 - ROCK-MEN(青木征洋・北川保昌) - 前澤ヒデノリ - 小松原沙織 - 矢野義人 - 増渕裕二 - 遠山明孝 - 川島隆太 - 向谷実 - 畑亜貴 - 氏家克典 - ゆかどち（元CBCラジオレポートドライバー大嶽由香里・下條由香里） - 柴田徳泰（フェリーチェ山手） - サエキけんぞう - 中村方俊 |

### 2013年度
- 渥美晃・阿曽慎平（パイオニアプロSV事業部）
- 上坂すみれ（声優）
- 中川具隆（Ustream Asia社長）
- 光吉猛修（セガ）
- AZUMA HITOMI
- 彩
- 西島裕昭（KORG）
- 山口愛実（元恵比寿マスカッツ）
- 来兎
- 山岡晃
- 松武秀樹
- 高橋達也（KORG）
- サッシャ
- 相田悠希（マーマーレコード）
- BUBBLE-B feat. Enjo-G
- 古代祐三
- 小桃音まい
- THE ポッシボー
- 生方則孝
- 昭和撫子

小池雅也（ULTRA-PRISM）、bamboo（milktub）、畑亜貴
- 光田康典
- 朝川朋之(ハープ奏者)
- 鳴瀬シュウヘイ
- 坂本武人
- 井出祐昭(サウンドスペースコンポーザー)
- 朝倉さや(三味線アイドル)
- 小林秀聡(セガ、宇宙ヤング)
- 中川翔子
- 7cm(伊東愛・梅田悠)
- 岡部啓一
- 藍井エイル
- 下村陽子

### 2014年度
- 富永TOMMY弘明
- モーガン・フィッシャー
- 土屋昇平（タイトー）
- neohachi
- 大久保博（バンダイナムコスタジオ）
- 難波弘之
- 林秀幸
- 福田大徳・金森与明・阪上大地（KORG DSN-12開発チーム）
- 上野まな
- SAK.
- 味里（声優、sweetARMS）
- 摩天楼オペラ
- SILVA（歌手・DJ）
- 牧野由依
- Nyolfen（トラックメイカー）
- 渡辺峨山（尺八奏者）
- Yu Miyashita（電子音楽家）
- 大迫杏子（KORGインストラクター、ミュージシャン）
- 渡辺浩弐（作家）
- 結（女優・モデル）
- 霜月はるか（シンガーソングライター）
- PAINTVOX
- くぼたみか（グラビアアイドル）
- 吉永龍樹
- 上田渉（オトバンク会長）

## バナナパフェのコーナー
2013年に入ってから、作曲家のゲストにはアマチュア時代に(初めて)作った楽曲を番組で披露するよう呼びかけている。以前畑亜貴が番組で語った処女作、バナナパフェという名前のインパクトが強烈で、この企画の代名詞となった。
- 光吉猛修
  - 女と赤ワイン,東京ディズニーランド,running spirits,tea room,spiral stripe
- 佐野電磁
  - 保谷市立明保中学校校歌

夏休みの自由研究に制作。四つ打ち。
- 山岡晃
  - ルチャリブレ
- 川口博史
  - 「アフターバーナー」の完成前バージョンなどを披露した。
- 古代祐三
  - 「ファンタジーゾーン」N88-BASICによる個人的な耳コピ再現。
- 小林秀聡
  - 「宇宙ヤング」としての作品「2100年の東京タワー」「ハートに16連射」や処女作「モーニング・スター」を披露。
- 2014年2月の東京ゲーム音楽ショーで、当企画の集大成としてDETUNEが制作したCD「ザ・レジェンドアーティスト〜お宝発見」を発売。番組で披露された貴重音源のほか、番組参加及び未参加の作家たちの音源が収録される。

## 番組グッズ

### 電磁マシマCD
2012年11月24日の放送で制作を発表。先ず同年12月24日に佐野がゲスト出演する長谷川明子のイベントと2013年1月17日にSweepRecord通販にて先行発売された。一般発売は2013年2月7日から。

収録曲
- 電磁マシマシな恋

歌はマシマシ娘の4人。2012年12月1日の放送では、うち諏訪・桃杏・小山のレコーディングを行った。藤田の分は後日録音。
- Parameters

歌はボーカル・シンセサイザーユニット DG-10、佐野が開発に関わったAQインタラクティブとコルグ共同開発のニンテンドーDS用ソフト「KORG DS-10」で制作されている。
- 関東ローム層（Live Ver.）

第1回ブロガーズミーティングの放送で、佐野とヨナオケイシが即興で作曲した模様をそのまま収録した。
- Dear Radio

歌はマシマシ娘の諏訪彩花、当番組のエンディングテーマ。DETUNE開発のiPhone用アプリiYM2151のみで作曲されている。なお、番組定番の合いの手の「イイヨイイヨイイヨ」は聞き手が自分で入れるようになっている。
- バリ風、コスモステーション、ドリリズム

「ドクター佐野とマシマシ娘」の中で制作した3曲を収録。それぞれ7月、8月、9月分である。佐野による編曲を加えた完成品のほか、4人それぞれの作ったトラックも収録する。
- 番組ジングル

#### 電磁マシマCD2
番組2周年を機に制作。声優アイドルオーディション入選者が参加する楽曲や、番組音源などが収録される。

### オリジナルTシャツ
佐野が毎回の放送で着ているスーツの濃緑色をベースに番組ロゴと関東ローム層がデザインされている。監修はフェリーチェ山手、デザインは番組CDも手がけたShun。

## その他
- 2014年までは、番組前にナイター中継がある場合、定刻までに中継が終わらなければUSTREAMで先行して生放送がスタートし、編成の都合で定刻より早くラジオ放送が終了する場合もUSTREAMのみで残りの時間を放送していた。[21][22][23][24][25]
  - 2013年6月8日は野球中継が大幅に延長したため、初めてラジオでの放送がなくなりUstreamだけの放送となった。ラジオ放送休止が決定した後、番組スタッフからシャンパンがスタジオに持ち込まれ、パーソナリティは酒入りのトークを繰り広げた。
- 2012年7月28日と2013年7月27日は、CBCラジオまつりに佐野が参加したため、名古屋のCBC本社スタジオから生放送された。
  - うち2012年7月28日は、佐野のラジオまつりの出番終了後、番組初めての録音取材「出張電磁マシマシ」が行われた。ハードオフ四軒家店（名古屋市守山区）で佐野曰く40分以上にわたり店内で売られていた楽器についてあれこれ説明したり思い出を語ったりしていたが、放送で使われたのはわずか2分ほどだった。
- 2012年8月4日は、千葉県成田市の下総運動公園で開催された「Game Summer Festival 2012」音撃ステージからの公開生放送を行い、ゲーム音楽関係者が多数生出演した。なおCBCラジオが放送エリア外での公開生放送を行うのは異例。
- ゲストのいないゾーンなどでは、佐野がスタジオの機材を触って自由に音を出して楽しむ様子がそのまま放送されている。
- 番組の矢島ディレクターは番組の影響で毎週のように新しい機材を買い込んでおり、回を重ねるごとにスタジオに機材が増えている。そのためシンセサイザーをもじったシンセバイヤーの愛称でも呼ばれる。[26]
- 2013年3月23日の放送は、CBCラジオのイベント「春ラジ」に佐野が参加したため、CBC本社スタジオから2度目の生放送を行った。
- 2013年7月6日の放送は、CBCラジオレポートドライバー「ゆかどち」の二人が二度目の出演。同月に行われるCBCラジオまつりで披露するオリジナル曲「上澄みと沈澱」のレコーディングを佐野立ち会いのもと生放送で行った。
- 2014年1月18日は、本番前に行われた番組の新年会で佐野が飲酒したため、ゲストの諏訪彩花が冒頭の30分間進行役を務めた。
- 2014年3月22日は、佐野が沖縄ゲームタクトに出演したため、スタジオはCBCレポートドライバーのゆかどちが担当、佐野は沖縄から電話での出演となった。
  - 佐野は、放送中にリスナーに混じり初めてツイートディレクターとして番組に参加した。
  - 矢島ディレクター、安藤プロデューサーが番組に初出演した。
- 番組スタッフの意向によりUstream配信動画のアーカイブ、およびポッドキャスト等によるラジオ音源は残されていない。
- 2015年1月10日・17日の放送は佐野のスケジュールの都合により、初めての二本録りを実施。21時から通常通り当日深夜放送分を収録後、22時台に翌週17日分を続けて収録した。

番組で扱った機材
- TR-707（ローランド）
- JP-8000（ローランド）
- CS-01（ヤマハ）[27]
- K-1（KAWAI）
- TOM（シーケンシャル・サーキット）